# Intimo
Intimo is een studioalbum van Michel Huygen.
Huygen nam het in de periode oktober 1989 tot april 1990 op in zijn eigen geluidsstudio. Volgens Huygen is het een persoonlijke aanvulling op het album Numerica dat uitgebracht werd onder groepsnaam Neuronium, waarvan Huygen enig lid is.
De Spaanse uitgave op elpee en compact disc werd verzorgd door Anubis, jazzlabel van Discos Radioactivos Organizados (DRO); de Europese uitgave via Thunderbolt (Magnum Music Group). Andere uitgaven volgden in 1990 (Canada) en in 1993 (Duitsland met afwijkende hoes). In 1996 volgde een uitgave via het Zwitserse Tuxedo Music met extra track You (3:49). Ten slotte volgde in 2007 nog een zogenaamde "Ultra Edition" met die extra track, nadat Huygen het album zelf geremasterd had. Die uitgave ging gepaard met tekst waarbij Huygen zijn persoonlijke overwegingen prijsgaf. Het werd uitgebracht door het platenlabel Anima Music gespecialiseerd in ambient. Het album kreeg in alle stadia nauwelijks enige aandacht.

## Musici
Michel Huygen speelt alle instrumenten.

## Muziek
| Nr. | Titel                         | Duur  |
| --- | ----------------------------- | ----- |
| 1.  | Tenderness (Huygen)           | 3:66  |
| 2.  | The light being (Huygen)      | 1:50  |
| 3.  | When I stop the time (Huygen) | 15:34 |
| 4.  | Remoteness (Huygen)           | 4:29  |
| 5.  | El Mar de la Soledad (Huygen) | 2:27  |
| 6.  | Tempestad cerebral (Huygen)   | 3:08  |
| 7.  | Vital breath (Huygen)         | 7:54  |
| 8.  | Infinite tenderness (Huygen)  | 3:59  |